# McBain
McBain is een plaats (city) in de Amerikaanse staat Michigan, en valt bestuurlijk gezien onder Missaukee County.

## Demografie
Bij de volkstelling in 2000 werd het aantal inwoners vastgesteld op 584.
In 2006 is het aantal inwoners door het United States Census Bureau geschat op 591, een stijging van 7 (1,2%).

## Geografie
Volgens het United States Census Bureau beslaat de plaats een oppervlakte van
3,2 km², geheel bestaande uit land. McBain ligt op ongeveer 377 m boven zeeniveau.

## Plaatsen in de nabije omgeving
De onderstaande figuur toont nabijgelegen plaatsen in een straal van 28 km rond McBain.